# Edsel Villager
Der Edsel Villager war ein Kombi, den die Ford Motor Company in Dearborn (Michigan) unter dem Markennamen Edsel in den Modelljahren 1958 bis 1960 anbot. Wie der 3-türige Roundup und das Spitzenmodell Bermuda war der Villager auf einem Ford-Fahrgestell mit 2997 mm Radstand aufgebaut und besaß auch viele Blechteile der Ford-Kombis. Zusammen mit dem Ranger gab es den Villager in allen drei Modelljahren der Marke Edsel.

## 1958
Der Villager war die mittlere Ausstattungsvariante der Edsel-Kombiwagen. Im Unterschied zum einfach ausgestatteten Roundup gab es ihn nur mit 4 Türen und wahlweise mit 6 oder 9 Sitzplätzen.
Die Ausstattung innen und außen entsprach im Wesentlichen der des Ranger. Er hatte schwarze Gummifußmatten, Aschenbecher, Zigarettenanzünder, einen verchromten Innenspiegel und Kurbelfenster hinten. Wie die anderen Edsel-Kombiwagen hatte der Villager auch eine zweiteilige Heckklappe.
Alle 1958er-Kombis hatten die Mechanik des Ranger, einen V8-Motor mit 5915 cm3 Hubraum und 303 bhp (223 kW) Leistung, sowie ein manuelles Dreiganggetriebe. Die Käufer konnten sich auch für eine dreistufige Automatik mit Wählhebel am Lenkstock entscheiden, oder (nur 1958!) für die Teletouch-Automatik mit Wähltasten in der Lenkradnabe.

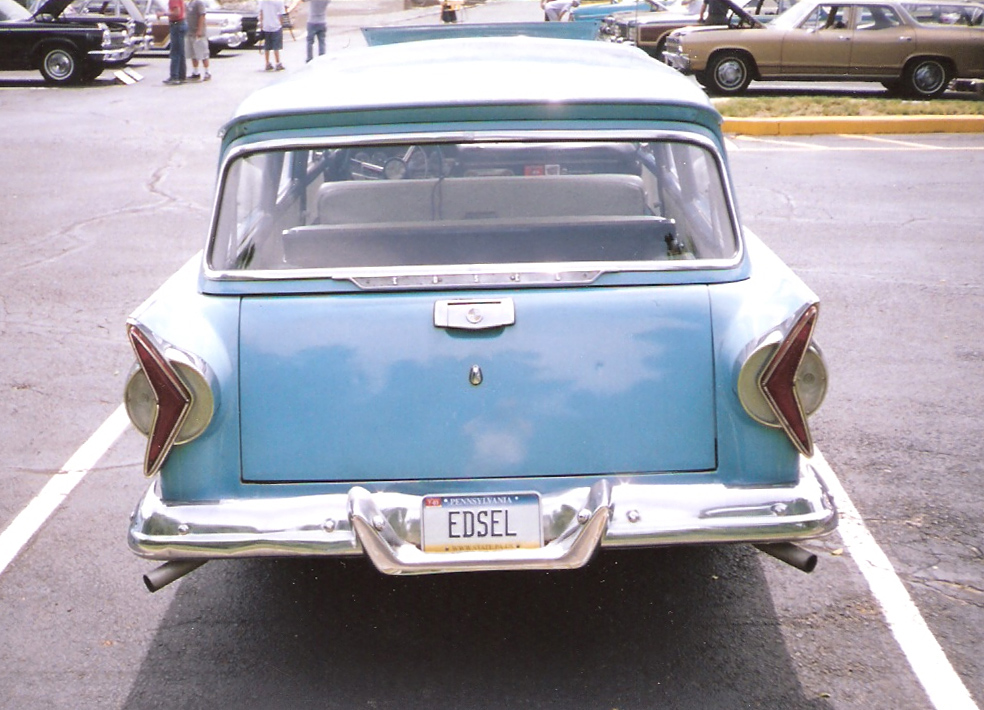
Edsel Villager (1958)

Um die Edsel-Kombis von ihren Ford-Pendants zu unterscheiden, hatten erstere die typische Edsel-Front mit senkrechtem Kühlergrill in der Mitte. Auch die Kombis hatten die bumerangförmigen Heckleuchten.
Während des ersten Modelljahres verkaufte Edsel mehr Villager als Roundup und Bermuda zusammen, nämlich 3789 Stück, wovon 2054 mit 6 Sitzen ausgestattet waren und 1735 mit 9 Sitzen.

## 1959

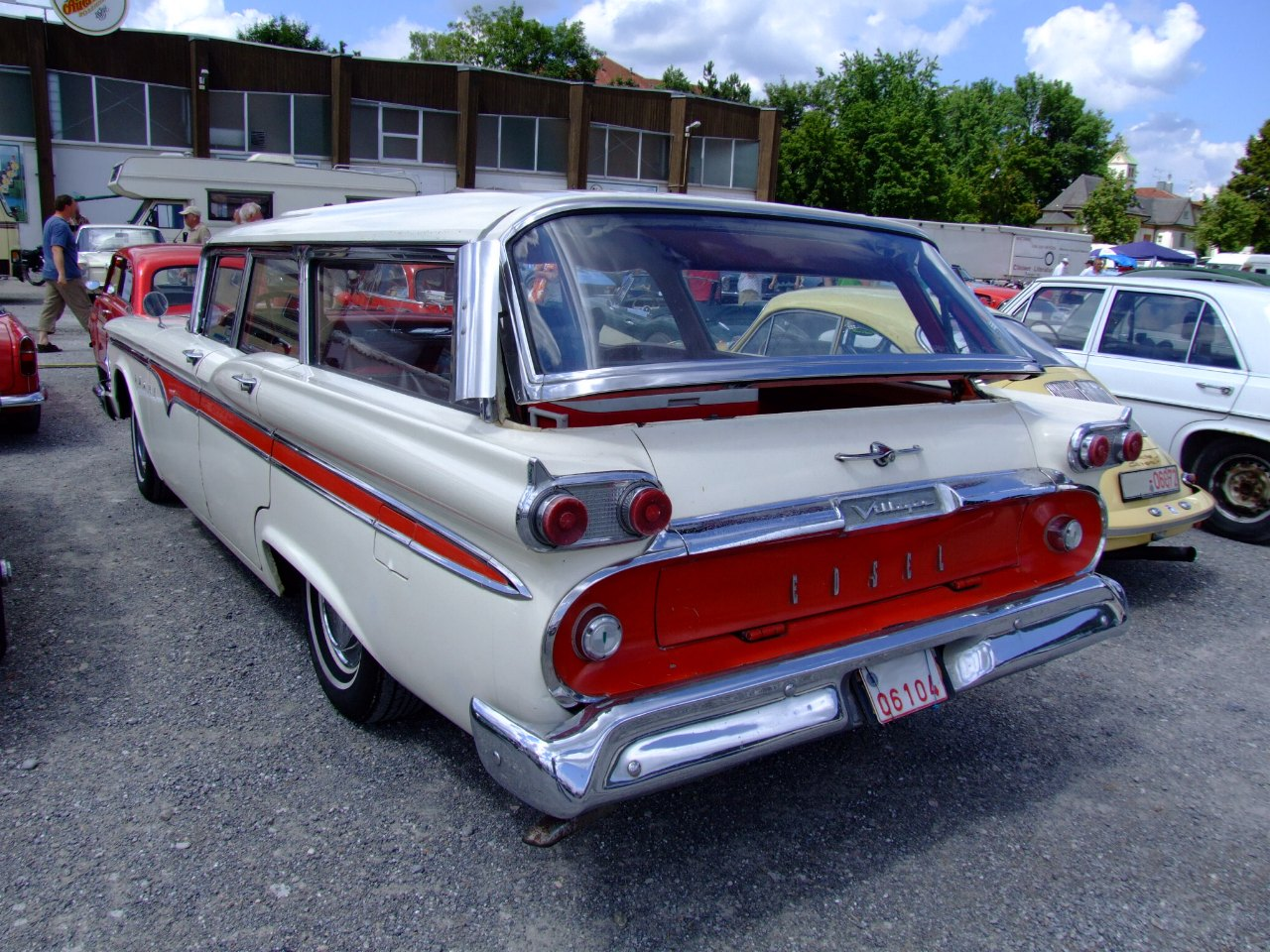
Edsel Villager (1959)

1959 bekam der Villager runde Rücklichter, die in verchromten Rahmen auf Höhe der Gürtellinie saßen. Die typische Edsel-Front war deutlich weniger auffällig gestaltet als im Vorjahr. Zusätzlich zum in der Größe und Leistung reduzierten V8-Motor (4785 cm3, 200 bhp/147 kW) gab es – wie beim Ranger – noch eine Sparversion mit Reihensechszylindermotor (3654 cm3, 145 bhp/107 kW).
Obwohl die Gesamtverkaufszahlen von Edsel 1959 zurückgingen, verkaufte man in diesem Jahr mehr Villager als von allen drei Kombimodellen des Vorjahres zusammen, nämlich 7820 Stück (gegenüber 6470 Stück für alle drei Modelle 1958). 5687 Sechssitzer standen 2133 Neunsitzern gegenüber.

## 1960
1960 war die Front der Edsel-Fahrzeuge gegenüber den Vorjahren sehr konservativ ausgefallen und unterschied sich nur wenig von den Ford-Fronten. Der Villager bekam die Rücklichter des Ranger.
1960 sanken die Verkaufszahlen des Villager entsprechend der nur 43 Produktionstage, die sich zwischen Mitte Oktober 1959 und Ende November 1959 ergaben. Insgesamt entstanden 275 Fahrzeuge, davon 216 Sechssitzer und 59 Neunsitzer (letzteres die niedrigste Produktionszahl eines Edsel-Modells).
Der Name Villager erschien später bei Mercury beim von 1962 bis 1967 hergestellten Kombimodell Comet mit Holzimitat an den Fahrzeugseiten. Auch bei weiteren Mercury-Kombis tauchte der Name wieder auf, z. B. beim Montego (1970–1976), beim Bobcat (1975–1980), beim Cougar (1977–1982), beim Lynx (1981–1984) und beim Zephyr (1978–1981). Von 1993 bis 2002 hieß die Mercury-Version des Nissan Quest Minivans so.